# Jazrābād
Jazrābād (persiska: جزر آباد) är en ort i Iran.   Den ligger i provinsen Hormozgan, i den sydöstra delen av landet, 1 000 km sydost om huvudstaden Teheran. Jazrābād ligger 1 304 meter över havet och antalet invånare är 249.
Terrängen runt Jazrābād är kuperad åt nordost, men åt sydväst är den bergig. Runt Jazrābād är det ganska glesbefolkat, med 50 invånare per kvadratkilometer. Närmaste större samhälle är Zākīn, 17,3 km sydväst om Jazrābād. Omgivningarna runt Jazrābād är i huvudsak ett öppet busklandskap.